# Daniel Chapo
Pour les articles homonymes, voir Chapo.
Daniel Francisco Chapo, né le 6 janvier 1977 à Inhaminga, est un homme d'État mozambicain. Membre du FRELIMO, il remporte l'élection présidentielle de 2024 et devient président le 15 janvier 2025.

## Biographie
Daniel Chapo est né le 6 janvier 1977 à Inhaminga (en) dans la province de Sofala. Il fait des études de droit à l'université Eduardo Mondlane dont il sort diplômé en 2000. Chapo obtient aussi un master à l'université catholique du Mozambique en 2014.
Il enseigne le droit constitutionnel et les sciences politiques,. Il a aussi travaillé comme présentateur ou journaliste à la radio Miramar,.
En mars 2016, Daniel Chapo est nommé gouverneur de la province d'Inhambane dans le sud du pays,,. Après le changement de mode de désignation des gouverneurs, il est élu le 15 octobre 2019.
En mai 2024, Daniel Francisco Chapo est choisi comme candidat du FRELIMO, le parti majoritaire, à l'élection présidentielle d'octobre 2024 par un vote du comité central du parti. Il bat en particulier Roque Silva Samuel, secrétaire général du FRELIMO,. Le 24 octobre 2024, la commission électorale du Mozambique annonce que Daniel Chapo remporte l'élection présidentielle, avec 71 % des voix. Ce résultat est l'objet d'une contestation de la part de ses opposants dont la répression se solde par la mort d'au moins 130 personnes. Le 23 décembre suivant, le Conseil constitutionnel confirme sa victoire électorale avec 65,17 % des voix. 
Le 15 janvier 2025, Daniel Chapo prête serment et prend ses fonctions de président.